# 가네다 아키시게
가네다 아키시게(일본어: 兼田 亜季重, 1990년 2월 26일 ~ )는 일본의 축구 선수이다.

## 구단 경력
그는 2008년부터 2018년까지 J리그의 에히메 FC, 몬테디오 야마가타, 아비스파 후쿠오카, 오이타 트리니타에서 활동하였다.